# Dong Feng (médico)
Dong Feng (chino: 董奉; c. 200-280), nombre de cortesía Junyì (chino: 君異), fue un afamado practicante de la medicina tradicional china durante el periodo Han oriental. Era originario de Houguan (la actual Fuzhou, Fujian). Dong Feng, junto con Hua Tuo y Zhang Zhongjing, fue uno de los "Tres médicos de Jian'an", aunque su habilidad estaba clasificada como la más baja de los tres. El médico Ge Hong escribió una biografía de Dong Feng en el Shenxian zhuan.

## El bosque de albaricoqueros
Muchas leyendas rodean la vida y obra de Dong Feng. Como médico, se dice que Dong Feng rechazaba el pago monetario por sus servicios. En su lugar, pedía a los pacientes curados de dolencias leves que plantaran una semilla de albaricoquero, y a los curados de dolencias graves les pedía que plantaran cinco semillas. Un bosque de albaricoqueros llegó a rodear su casa como testimonio de su habilidad. Dong Feng llegó a ser conocido como "El del bosque de albaricoqueros". Las generaciones posteriores llegarían a describir poéticamente a los médicos y a quienes ejercían la profesión médica como "Los del bosque de albaricoqueros", y a su lugar de trabajo, es decir, los hospitales, como "bosques de albaricoqueros".
Dong Feng permitía que la gente recogiera sus albaricoques a cambio de una cantidad igual de grano. Ge Hong cuenta la historia de un hombre que intentó llevarse una cantidad mayor de albaricoques que el grano que había ofrecido a Dong Feng. Cinco tigres aparecieron cuando el hombre se alejaba del huerto de albaricoques. Asustado por los tigres, derramó varios de sus albaricoques. Por casualidad, los albaricoques que quedaban en el recipiente del hombre igualaban el grano que había pagado a Dong Feng, por lo que los tigres dejaron de perseguirle.